# Alfio Basile
Alfio Rubén Basile (Bahía Blanca, Buenos Aires, 1 de noviembre de 1943), apodado el Coco, es un exfutbolista y exentrenador argentino que se desempeñaba como defensor central. Como jugador fue una leyenda en Racing Club, donde integró el histórico equipo dirigido por Juan José Pizzuti que se consagró campeón de la Primera División en 1966, y de la Copa Libertadores y la Copa Intercontinental en 1967.
Luego de su retiro jugando para Huracán en 1975, pasó a desempeñarse como entrenador, dirigiendo a varios clubes de Argentina y Uruguay. Durante los 90 dirigió a la Selección Argentina que ganó las Copa América 1991 y 1993, la Copa FIFA Confederaciones 1992 y la Copa de Campeones Conmebol-UEFA 1993. Tras la eliminación en el Mundial de Estados Unidos 1994, Basile pasó a entrenar varios clubes argentinos hasta su llegada a Boca Juniors en 2005, donde ganó cinco títulos consecutivos en apenas una temporada. Retornaría a entrenar a Argentina en 2008 hasta su dimisión en 2009, y durante sus últimos años entrenando volvería a Boca y a Racing hasta su retiro definitivo en 2012.
Como entrenador ostentó el récord histórico de partidos sin perder con la Selección Argentina (31 encuentros), el cual duró desde 1993 hasta mediados de 2022, cuando Lionel Scaloni igualó y posteriormente superó su marca.

## Trayectoria

### Como jugador

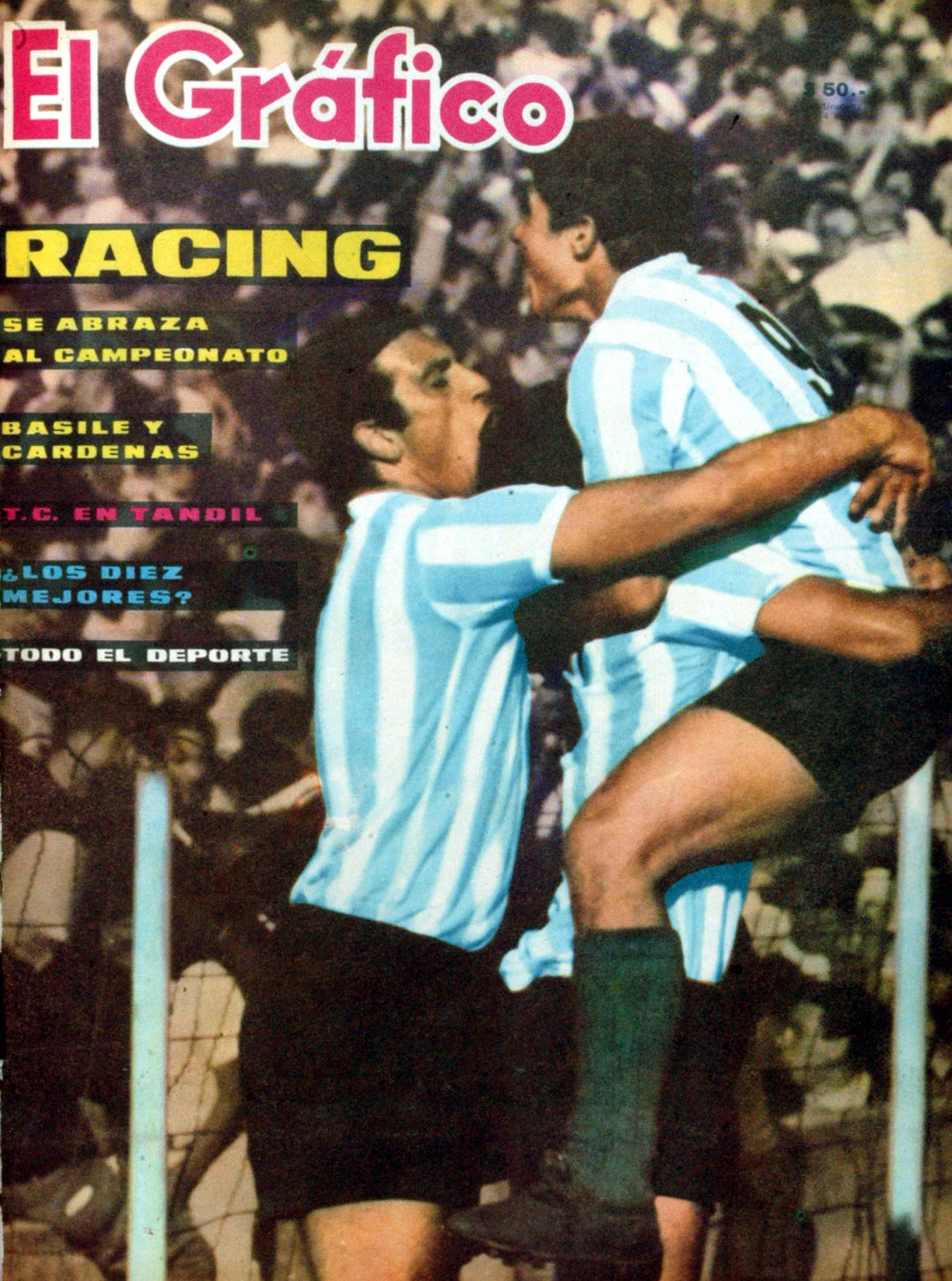
Basile festejando un gol con Cárdenas en 1966.

Comenzó su carrera jugando en el pequeño Club Bella Vista de su ciudad natal. Luego jugó para Racing Club entre 1964 y 1970, donde comenzó jugando como volante hasta la llegada de Juan José Pizzuti, quien lo puso de zaguero, donde formó parte de una inolvidable dupla junto al Mariscal Roberto Perfumo. En el club de Avellaneda sumó un total de 186 partidos jugados y cosechó varios títulos de relevancia formando parte del histórico Equipo de José: el Campeonato de Primera División 1966, la Copa Libertadores 1967 (en la que marcó un gol frente a Independiente Medellín en la victoria por 5-2 de Racing), y la Copa Intercontinental 1967.
Después de ganar todo en la Academia, ficha por Huracán, en donde juega hasta 1975, ganando el Campeonato Metropolitano 1973, en donde se destacó por organizar asados para cohesionar al grupo, por lo que fue apodado Manija. En 1975 tuvo que abandonar Huracán por problemas en la rodilla.

### Como entrenador
Después de retirarse, Basile dirigió varios equipos argentinos como Chacarita Juniors, Rosario Central, Racing Club (con el que logró el ascenso en 1985, ganó la primera Supercopa Sudamericana en 1988 y la Supercopa Interamericana 1988), Huracán y Vélez Sarsfield, y luego Nacional de Uruguay, y el Atlético Madrid de España.

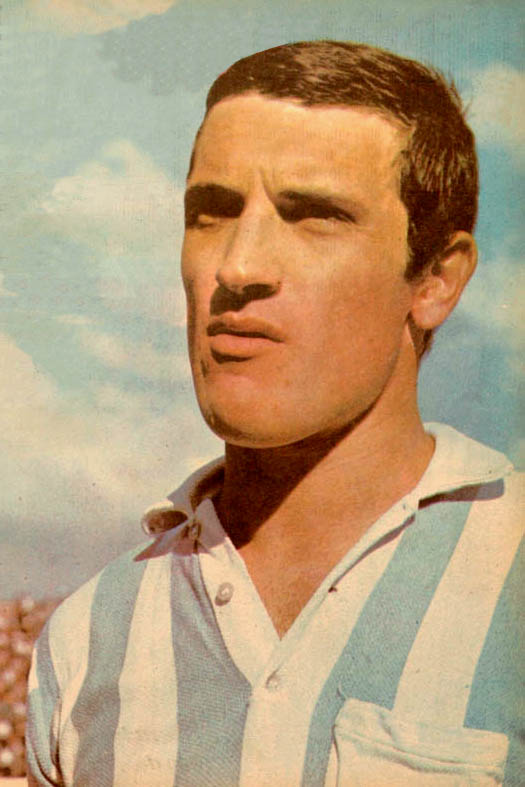
Alfio Basile en su época de jugador en Racing, 1966.

En el 2000 recibió el Premio Konex - Diploma al Mérito como uno de los 5 mejores directores técnicos de la década en la Argentina. Luego Basile dirigió a San Lorenzo de Almagro, América de México y Colón, clubes en los cuales no obtuvo buenos resultados, salvo con los mexicanos a los cuales llevó a Cuartos de final en el torneo invierno 2000, lo hizo superlider del torneo verano 2001 donde logró llegar hasta semifinales y conquistó el título continental con la Copa de Gigantes de la Concacaf. En julio de 2005 asumió el puesto de director técnico de Boca Juniors y solo un mes más tarde ganaron la Recopa Sudamericana 2005. Obtuvo su primer título de Primera División Argentina en el Apertura 2005. Cuatro días más tarde Boca ganó la Copa Sudamericana 2005 frente a Pumas de la UNAM de México. En mayo de 2006, el técnico logró llevar a Boca a su título número 22 de Argentina, consiguiendo el Torneo Clausura 2006.
Basile obtuvo su último título como técnico de Boca Juniors el 14 de septiembre de 2006, al obtener la Recopa Sudamericana 2006. En la final Boca venció al São Paulo FC. Con este campeonato, Basile consiguió obtener los cinco campeonatos oficiales en los que fue el técnico del club. El 15 de septiembre fue sustituido por Ricardo La Volpe.
El miércoles 1 de julio de 2009 Alfio fue presentado oficialmente una vez más como entrenador de Boca Juniors, en lo que significa su vuelta al club después de 3 años.
El lunes 21 de septiembre de 2009 luego de una seguidilla de malos resultados, como la eliminación de la Copa Sudamericana ante Vélez Sarsfield y la derrota en la bombonera ante Godoy Cruz por 3 a 2, presenta la renuncia como director técnico de Boca. Sin embargo, es persuadido por dirigentes y familiares para que siga en el club, por lo que sigue siendo el técnico del primer equipo de Boca. El 22 de enero de 2010 deja el equipo debido a una seguidilla de malos resultados, especialmente una derrota en el superclásico por 3-1, en un partido amistoso disputado en la ciudad de Mar del Plata y la presión de la dirigencia para que Carlos Bianchi sea su reemplazante. Lo suplanta en el puesto, de forma interina, Abel Alves.
A principios de 2012, asumió como director técnico de Racing Club, sin embargo, este tramo duró poco ya que en abril de 2012, el Racing dirigido por Basile perdió el clásico de Avellaneda frente a Independiente, en el vestuario, el delantero Teófilo Gutiérrez y el arquero Sebastián Saja, tuvieron una fuerte discusión, y Gutiérrez lo amenazó con un arma, todos los jugadores salieron del vestuario excepto Basile, este se quedó calmando al colombiano hasta que llegó la policía. Tras esa situación acompañada de una mala racha de partidos con Racing, esa misma noche, tras su quinta etapa como director técnico de dicho club, el Coco decide dejar de dirigir a Racing. Esta terminó siendo su última actuación como director técnico profesional, en su última etapa dirigió 10 partidos con la Academia de los cuales obtuvo dos triunfos, tres empates y cinco derrotas.

## Selección nacional
A comienzos de la década de los noventa, dirigió la Selección Argentina que ganó dos veces la Copa América (Chile 1991 y Ecuador 1993), una Copa Artemio Franchi (Mar del Plata 1993), y también una Copa FIFA Confederaciones (Arabia Saudita 1992).
La clasificación para la Copa Mundial de Fútbol de 1994 parecía fácil hasta que la Argentina perdió de local por 5 a 0 frente a la selección de Colombia, derrota que hizo que los albicelestes debieran disputar una reclasificación ante el ganador del grupo de Oceanía. Después de ese partido, Diego Maradona volvió a jugar para afrontar los dos partidos decisivos contra Australia. En ese período logró una racha de 33 partidos sin perder; la segunda marca más grande de partidos invictos alcanzada por la Selección Argentina en su historia. En aquella Copa Mundial disputada en los Estados Unidos, la Selección Argentina comandada por Basile no pasó de los octavos de final, después de haber sido eliminada por Rumania en aquella instancia.
Fue director técnico de la Selección de Argentina desde el mes de septiembre de 2006, reemplazando a José Pekerman, hasta el 16 de octubre de 2008, día en que se hizo pública su renuncia al cargo, después de la derrota con Selección de Chile, siendo la primera vez que esta selección le gana a Selección Argentina por eliminatorias, siendo sustituido por Diego Maradona.

### Participaciones en Copas del Mundo
| Mundial                        | Sede           | Resultado        |
| ------------------------------ | -------------- | ---------------- |
| Copa Mundial de Fútbol de 1994 | Estados Unidos | Octavos de final |

### Participaciones en Copas Confederaciones
| Copa                           | Sede           | Resultado |
| ------------------------------ | -------------- | --------- |
| Copa FIFA Confederaciones 1992 | Arabia Saudita | Campeón   |

### Participaciones en Copa América
| Copa              | Sede      | Resultado  |
| ----------------- | --------- | ---------- |
| Copa América 1991 | Chile     | Campeón    |
| Copa América 1993 | Ecuador   | Campeón    |
| Copa América 2007 | Venezuela | Subcampeón |

### Participaciones en Copa de Campeones Conmebol-UEFA
| Copa                                 | Sede      | Resultado |
| ------------------------------------ | --------- | --------- |
| Copa de Campeones Conmebol-UEFA 1993 | Argentina | Campeón   |

## Clubes

### Como futbolista
| Club         | País      | Año       |
| ------------ | --------- | --------- |
| Racing Club  | Argentina | 1964-1970 |
| C.A. Huracán | Argentina | 1971-1975 |

### Como entrenador
| Club                     | País      | Año       |
| ------------------------ | --------- | --------- |
| C.A. Chacarita Juniors   | Argentina | 1976      |
| C.A. Rosario Central     | Argentina | 1976      |
| Racing Club              | Argentina | 1977      |
| Racing de Córdoba        | Argentina | 1978      |
| Instituto de Córdoba     | Argentina | 1979      |
| Racing de Córdoba        | Argentina | 1980      |
| Instituto de Córdoba     | Argentina | 1981      |
| CA Huracán               | Argentina | 1982      |
| Nacional                 | Uruguay   | 1982      |
| Racing de Córdoba        | Argentina | 1983      |
| C.A. Talleres de Córdoba | Argentina | 1983      |
| C.A. Vélez Sarsfield     | Argentina | 1984-1985 |
| Racing Club              | Argentina | 1985-1989 |
| C.A. Vélez Sarsfield     | Argentina | 1989-1990 |
| Selección Argentina      | Argentina | 1991-1994 |
| Atlético de Madrid       | España    | 1995      |
| Racing Club              | Argentina | 1996-1997 |
| C.A. San Lorenzo         | Argentina | 1998      |
| Club América             | México    | 2000-2001 |
| Colón De Santa Fe        | Argentina | 2004      |
| C.A. Boca Juniors        | Argentina | 2005-2006 |
| Selección Argentina      | Argentina | 2006-2008 |
| C.A. Boca Juniors        | Argentina | 2009-2010 |
| Racing Club              | Argentina | 2012      |

### Estadísticas como entrenador
| Equipo                       | Torneo                                       | Estadísticas | Estadísticas | Estadísticas | Estadísticas | Estadísticas | Estadísticas | Estadísticas | Estadísticas |
| Equipo                       | Torneo                                       | PJ           | G            | E            | P            | GF           | GC           | DG           | Efectividad  |
| ---------------------------- | -------------------------------------------- | ------------ | ------------ | ------------ | ------------ | ------------ | ------------ | ------------ | ------------ |
| Chacarita Juniors* Argentina | Campeonato Nacional 1975                     | 16           | 3            | 4            | 9            | 16           | 33           | -17          | 31,25%       |
| Chacarita Juniors* Argentina | Total                                        | 16           | 3            | 4            | 9            | 16           | 33           | -17          | 31,25%       |
| Rosario Central* Argentina   | Campeonato Nacional 1976                     | 18           | 7            | 8            | 3            | 24           | 19           | +5           | 61%          |
| Rosario Central* Argentina   | Total                                        | 18           | 7            | 8            | 3            | 24           | 19           | +5           | 61%          |
| Racing Club* Argentina       | Campeonato Metropolitano 1977                | 33           | 10           | 12           | 11           | 36           | 35           | +1           | 48,48%       |
| Racing Club* Argentina       | Total                                        | 33           | 10           | 12           | 11           | 36           | 35           | +1           | 48,48%       |
| Racing de Córdoba* Argentina | Campeonato Nacional 1978                     | 14           | 5            | 4            | 5            | 17           | 16           | +1           | 50%          |
| Racing de Córdoba* Argentina | Total                                        | 14           | 5            | 4            | 5            | 17           | 16           | +1           | 50%          |
| Instituto* Argentina         | Campeonato Nacional 1979                     | 16           | 8            | 4            | 4            | 27           | 16           | +11          | 62,50%       |
| Instituto* Argentina         | Total                                        | 16           | 8            | 4            | 4            | 27           | 16           | +11          | 62,50%       |
| Racing de Córdoba* Argentina | Campeonato Nacional 1980                     | 20           | 11           | 2            | 7            | 34           | 27           | +7           | 60%          |
| Racing de Córdoba* Argentina | Total                                        | 20           | 11           | 2            | 7            | 34           | 27           | +7           | 60%          |
| Instituto* Argentina         | Primera División 1981                        | 34           | 13           | 6            | 15           | 56           | 54           | +2           | 47,06%       |
| Instituto* Argentina         | Nacional 1981                                | 16           | 6            | 5            | 5            | 19           | 16           | +3           | 53,12%       |
| Instituto* Argentina         | Total                                        | 50           | 19           | 11           | 20           | 75           | 70           | +5           | 49%          |
| Instituto* Argentina         | Total en Instituto                           | 66           | 27           | 15           | 24           | 102          | 86           | +16          | 52,27%       |
| Huracán* Argentina           | Campeonato Nacional 1982                     | 16           | 3            | 6            | 7            | 16           | 22           | -6           | 37,50%       |
| Huracán* Argentina           | Total                                        | 16           | 3            | 6            | 7            | 16           | 22           | -6           | 37,50%       |
| Nacional* · Uruguay          | Campeonato Uruguayo de Primera División 1982 | 15           | 6            | 4            | 5            | 24           | 15           | +9           | 53%          |
| Nacional* · Uruguay          | Total                                        | 15           | 6            | 4            | 5            | 24           | 15           | +9           | 53%          |
| Racing de Córdoba* Argentina | Campeonato de Primera División 1982          | 1            | 0            | 1            | 0            | 2            | 2            | 0            | 50%          |
| Racing de Córdoba* Argentina | Campeonato Nacional 1983                     | 16           | 8            | 6            | 2            | 31           | 20           | +11          | 68,75%       |
| Racing de Córdoba* Argentina | Campeonato de Primera División 1983          | 6            | 1            | 3            | 2            | 9            | 9            | 0            | 41,67%       |
| Racing de Córdoba* Argentina | Total                                        | 23           | 9            | 10           | 4            | 42           | 31           | +11          | 60,86%       |
| Racing de Córdoba* Argentina | Total en Racing de Córdoba                   | 57           | 25           | 16           | 16           | 93           | 74           | +19          | 57,89%       |
| Vélez Sarsfield* Argentina   | Campeonato de Primera División 1984          | 36           | 14           | 14           | 8            | 43           | 32           | +11          | 50%          |
| Vélez Sarsfield* Argentina   | Nacional 1985                                | 15           | 8            | 3            | 4            | 26           | 16           | +10          | 63%          |
| Vélez Sarsfield* Argentina   | Campeonato de Primera División 1985-86       | 16           | 3            | 5            | 8            | 14           | 25           | -11          | 34,37%       |
| Vélez Sarsfield* Argentina   | Total                                        | 67           | 25           | 22           | 20           | 83           | 73           | +10          | 53,73%       |
| Racing Club* Argentina       | Primera División B 1985                      | 10           | 5            | 2            | 3            | 19           | 10           | +9           | 60%          |
| Racing Club* Argentina       | Primera División 1986-87                     | 38           | 16           | 12           | 10           | 50           | 41           | +9           | 57,89%       |
| Racing Club* Argentina       | Primera División 1987-88                     | 38           | 15           | 18           | 5            | 51           | 33           | +18          | 63,15%       |
| Racing Club* Argentina       | Supercopa Sudamericana 1988                  | 6            | 3            | 3            | 0            | 8            | 4            | +4           | 75%          |
| Racing Club* Argentina       | Primera División 1988-89                     | 38           | 13           | 16           | 9            | 47           | 41           | +6           | 55,26%       |
| Racing Club* Argentina       | Supercopa Interamericana                     | 1            | 1            | 0            | 0            | 3            | 0            | +3           | 100%         |
| Racing Club* Argentina       | Recopa Sudamericana 1989                     | 2            | 0            | 1            | 1            | 0            | 1            | -1           | 25%          |
| Racing Club* Argentina       | Total                                        | 133          | 53           | 52           | 28           | 178          | 130          | +48          | 59,77%       |
| Vélez Sarsfield* Argentina   | Primera División 1989-90                     | 27           | 8            | 10           | 9            |              |              |              | 48,14%       |
| Vélez Sarsfield* Argentina   | Total                                        | 27           | 8            | 10           | 9            |              |              |              | 48,14%       |
| Vélez Sarsfield* Argentina   | Total en Vélez                               | 94           | 33           | 32           | 29           |              |              |              | 52,13%       |
| Argentina*                   | Amistosos                                    | 20           | 9            | 9            | 2            | 28           | 16           | +12          | 67,50%       |
| Argentina*                   | Copa América 1991                            | 7            | 6            | 1            | 0            | 16           | 6            | +10          | 92,86%       |
| Argentina*                   | Copa Rey Fahd 1992                           | 2            | 2            | 0            | 0            | 7            | 1            | +6           | 100%         |
| Argentina*                   | Copa Artemio Franchi 1993                    | 1            | 0            | 1            | 0            | 1            | 1            | 0            | 50%          |
| Argentina*                   | Copa América 1993                            | 6            | 2            | 4            | 0            | 6            | 4            | +2           | 66,67%       |
| Argentina*                   | Clasificatorias Estados Unidos 1994          | 8            | 4            | 2            | 2            | 9            | 10           | -1           | 68,75%       |
| Argentina*                   | Copa Mundial 1994                            | 4            | 2            | 0            | 2            | 8            | 6            | +2           | 50%          |
| Argentina*                   | Total                                        | 48           | 25           | 17           | 6            | 75           | 44           | +31          | 69,79%       |
| Atlético de Madrid* · España | Primera División de España 1994-95           | 14           | 6            | 3            | 5            | 19           | 17           | +2           | 53,57%       |
| Atlético de Madrid* · España | Copa del Rey de fútbol 1994-95               | 2            | 0            | 1            | 1            | 1            | 2            | -1           | 25%          |
| Atlético de Madrid* · España | Total                                        | 16           | 6            | 4            | 6            | 20           | 19           | +1           | 50%          |
| Racing Club Argentina        | Apertura 1996                                | 18           | 9            | 5            | 4            | 31           | 24           | +7           | 59,26%       |
| Racing Club Argentina        | Supercopa Sudamericana 1996                  | 3            | 0            | 3            | 0            | 1            | 1            | 0            | 33%          |
| Racing Club Argentina        | Clausura 1997                                | 19           | 7            | 6            | 6            | 24           | 22           | +2           | 47,37%       |
| Racing Club Argentina        | Copa Libertadores 1997                       | 12           | 4            | 3            | 5            | 16           | 18           | -2           | 41,67%       |
| Racing Club Argentina        | Supercopa Sudamericana 1997                  | 2            | 0            | 1            | 1            | 3            | 4            | -1           | 16,67%       |
| Racing Club Argentina        | Apertura 1997                                | 2            | 0            | 1            | 1            | 3            | 4            | -1           | 16,67%       |
| Racing Club Argentina        | Total                                        | 56           | 20           | 19           | 17           | 78           | 73           | +5           | 47,02%       |
| San Lorenzo Argentina        | Clausura 1998                                | 15           | 8            | 3            | 4            | 29           | 21           | +8           | 60%          |
| San Lorenzo Argentina        | Copa Mercosur 1998                           | 10           | 3            | 4            | 3            | 13           | 11           | +2           | 43%          |
| San Lorenzo Argentina        | Apertura 1998                                | 17           | 6            | 6            | 5            | 36           | 30           | +6           | 47,06%       |
| San Lorenzo Argentina        | Total                                        | 42           | 17           | 13           | 12           | 78           | 62           | +16          | 50,79%       |
| América · México             | Torneo Invierno 2000                         | 12           | 6            | 4            | 2            | 22           | 13           | +9           | 61%          |
| América · México             | Torneo Verano 2001                           | 21           | 8            | 9            | 4            | 31           | 20           | +11          | 52,38%       |
| América · México             | Copa de Gigantes de la Concacaf              | 4            | 4            | 0            | 0            | 7            | 2            | +5           | 100%         |
| América · México             | Torneo Invierno 2001                         | 6            | 1            | 3            | 2            | 5            | 6            | -1           | 33%          |
| América · México             | Total                                        | 43           | 19           | 16           | 8            | 65           | 41           | +24          | 56,59%       |
| Colón Argentina              | Apertura 2004                                | 19           | 7            | 6            | 6            | 24           | 22           | +2           | 47,37%       |
| Colón Argentina              | Total                                        | 19           | 7            | 6            | 6            | 24           | 22           | +2           | 47,37%       |
| Boca Juniors Argentina       | Apertura 2005                                | 19           | 12           | 4            | 3            | 36           | 17           | +19          | 70,17%       |
| Boca Juniors Argentina       | Recopa Sudamericana 2005                     | 2            | 1            | 0            | 1            | 4            | 3            | +1           | 50%          |
| Boca Juniors Argentina       | Copa Sudamericana 2005                       | 8            | 3            | 4            | 1            | 16           | 9            | +7           | 54,17%       |
| Boca Juniors Argentina       | Clausura 2006                                | 19           | 13           | 4            | 2            | 37           | 12           | +25          | 75,44%       |
| Boca Juniors Argentina       | Recopa Sudamericana 2006                     | 2            | 1            | 1            | 0            | 4            | 3            | +1           | 66,67%       |
| Boca Juniors Argentina       | Apertura 2006                                | 6            | 6            | 0            | 0            | 19           | 3            | +16          | 100%         |
| Boca Juniors Argentina       | Total                                        | 56           | 36           | 13           | 7            | 116          | 47           | +69          | 72,02%       |
| Argentina                    | Amistosos                                    | 12           | 4            | 5            | 3            | 15           | 12           | +3           | 47,22%       |
| Argentina                    | Copa América 2007                            | 6            | 5            | 0            | 1            | 16           | 6            | +10          | 83%          |
| Argentina                    | Clasificatorias Sudáfrica 2010               | 10           | 5            | 3            | 2            | 13           | 7            | +6           | 60%          |
| Argentina                    | Total                                        | 28           | 14           | 8            | 6            | 44           | 25           | +19          | 59,52%       |
| Argentina                    | Total en la Selección Argentina              | 76           | 39           | 25           | 12           | 119          | 69           | +50          | 62,28%       |
| Boca Juniors Argentina       | Apertura 2009                                | 19           | 7            | 6            | 6            | 28           | 24           | +4           | 47,37%       |
| Boca Juniors Argentina       | Copa Sudamericana 2009                       | 2            | 0            | 1            | 1            | 1            | 2            | -1           | 16,67%       |
| Boca Juniors Argentina       | Total                                        | 21           | 7            | 7            | 7            | 29           | 26           | +3           | 44%          |
| Boca Juniors Argentina       | Total en Boca                                | 77           | 43           | 20           | 14           | 145          | 73           | +72          | 64,50%       |
| Racing Club Argentina        | Clausura 2012                                | 10           | 2            | 3            | 5            | 9            | 13           | -4           | 30%          |
| Racing Club Argentina        | Total                                        | 10           | 2            | 3            | 5            | 9            | 13           | -4           | 30%          |
| Racing Club Argentina        | Total en Racing                              | 232          | 85           | 86           | 61           | 301          | 251          | +50          | 49%          |

*El triunfo valía dos puntos

## Palmarés

### Como futbolista

#### Campeonatos nacionales
| Título           | Equipo      | País      | Año    |
| ---------------- | ----------- | --------- | ------ |
| Primera División | Racing Club | Argentina | 1966   |
| Primera División | Huracán     | Argentina | M-1973 |

#### Campeonatos internacionales
| Título                | Equipo      | Sede                          | Año  |
| --------------------- | ----------- | ----------------------------- | ---- |
| Copa Libertadores     | Racing Club | América del Sur               | 1967 |
| Copa Intercontinental | Racing Club | Glasgow Avellaneda Montevideo | 1967 |

### Como entrenador

#### Campeonatos nacionales
| Título           | Equipo       | País      | Año    |
| ---------------- | ------------ | --------- | ------ |
| Primera División | Boca Juniors | Argentina | A-2005 |
| Primera División | Boca Juniors | Argentina | C-2006 |

#### Campeonatos internacionales
| Título                          | Equipo                 | Sede              | Año  |
| ------------------------------- | ---------------------- | ----------------- | ---- |
| Supercopa Sudamericana          | Racing Club            | América del Sur   | 1988 |
| Copa América                    | Selección de Argentina | Santiago de Chile | 1991 |
| Copa FIFA Confederaciones       | Selección de Argentina | Riad              | 1992 |
| Copa de Campeones Conmebol-UEFA | Selección de Argentina | Mar del Plata     | 1993 |
| Copa América                    | Selección de Argentina | Guayaquil         | 1993 |
| Copa de Gigantes de la Concacaf | Club América           | América del Norte | 2001 |
| Recopa Sudamericana             | Boca Juniors           | América del Sur   | 2005 |
| Copa Sudamericana               | Boca Juniors           | América del Sur   | 2005 |
| Recopa Sudamericana             | Boca Juniors           | América del Sur   | 2006 |

### Distinciones individuales
| Distinción                                                                 | Año  |
| -------------------------------------------------------------------------- | ---- |
| Entrenador del año en Sudamérica                                           | 1991 |
| Premio Konek-Diploma al Mérito                                             | 2000 |
| Premios Clarín (Los mejores centrales de la historia del fútbol argentino) | 2013 |
| Premios Olimpia (Homenaje)                                                 | 2015 |
| Personalidad Destacada del Deporte por la Legislatura Porteña              | 2015 |

| Predecesor: Sebastião Lazaroni | Entrenador campeón de la Copa América 1991-1993 | Sucesor: Héctor Núñez |
| Predecesor: Jorge José Benítez | Entrenador campeón de la Copa Sudamericana 2005 | Sucesor: Enrique Meza |